# Sylwia Mrozowska
Sylwia Maria Mrozowska (ur. 6 kwietnia 1977 w Wejherowie) – polska politolog, dr hab. nauk społecznych, profesor uczelni Instytutu Politologii Wydziału Nauk Społecznych Uniwersytetu Gdańskiego, prorektor Uniwersytetu Gdańskiego (2022–2024).

## Życiorys
Od 1996 jest zawodowo związana z Uniwersytetem Gdańskim. 29 kwietnia 2004 obroniła pracę doktorską Mechanizm lobbingu władz regionalnych w Unii Europejskiej, 3 kwietnia 2017 habilitowała się na podstawie pracy zatytułowanej Formy działań politycznych (strategia, lobbing, partycypacja) w Unii Europejskiej. Studium przypadku polityki energetycznej. Pracowała w Elbląskiej Uczelni Humanistycznej i Ekonomicznej w Elblągu.
Piastuje stanowisko profesora uczelni w Instytucie Politologii na Wydziale Nauk Społecznych Uniwersytetu Gdańskiego.
W latach 2021–2022 była dyrektorem Centrum Zrównoważonego Rozwoju Uniwersytetu Gdańskiego. Następnie do 2024 pełniła funkcję prorektora Uniwersytetu Gdańskiego. 
W maju 2024 została powołana na stanowisko prezesa Univentum Labs, spółki celowej Uniwersytetu Gdańskiego. W tym samym roku również ponownie została dyrektorem Centrum Zrównoważonego Rozwoju Uniwersytetu Gdańskiego.